# 李新科
李新科，中国人民解放军海军少将，现任东部战区海军政治工作部少将副主任。

## 生平
2014年至2018年，李新科担任中国航天员科研训练中心党委书记。2018年年中，调任东部战区海军政治工作部副主任。2019年6月28日，晋升海军少将。他还是宁波市十五届、十六届人大代表。